# Tierläuse
Die Tierläuse (Phthiraptera), auch bekannt als Lauskerfe oder Läuslinge, sind eine parasitisch lebende Insekten-Ordnung innerhalb der Neuflügler (Neoptera). Etwa 650 bis 1000 der 3500 Arten sind in Mitteleuropa verbreitet, davon zumindest 641 auch in Deutschland. Sie werden in der Regel 1 bis 6 mm groß. Die Tiere der Gattung Laemobothrium erreichen eine Gesamtlänge von 11 mm.

## Beschreibung
Der Körper der Tierläuse ist in der Regel stark abgeflacht, der Kopf meist vorstehend. In der Regel haben die Tiere stechend-saugende Mundwerkzeuge, vor  allem bei den Mallophaga sind sie jedoch auch beißend. Die einzelnen Segmente der Brust (Thorax) sind verwachsen und tragen keine Flügel, die relativ kurzen Beine sind mit Klammermechanismen bestückt, damit sich die Tiere am Wirt festhalten können.

## Lebensweise
Alle Tierläuse leben als Ektoparasiten an Vögeln (Federlinge) oder Säugetieren (Echte Tierläuse und Haarlinge). Sie stellen somit die einzige Hauptgruppe der Insekten (Ordnung) dar, bei der alle Mitglieder permanente Parasiten von Vögeln oder Säugetieren sind. Dabei sind die meisten Arten mehr oder weniger spezifisch auf einem Wirt zu finden, häufig bevölkern auch mehrere Arten denselben Wirt. Ohne diesen Wirt sind sie meistens nur wenige Tage lebensfähig. Die Übertragung erfolgt meist bei direktem Körperkontakt oder über das Nest, bei der Kleiderlaus auch über Kleidung.

## Abstammung
Entgegen der ursprünglichen Lehrmeinung, die von einem einzigen Vorfahren der heute lebenden Tierlausarten ausgeht, konnte eine internationale Forschergruppe um Kevin Johnson die Abstammung von zwei verschiedenen Urahnen nachweisen. Vertreter der parasitischen Tierläuse entwickelten sich demnach trotz ihrer großen morphologischen Ähnlichkeit im Laufe der Evolution unabhängig voneinander zweimal, einmal als Stammform der Amblycera und einmal als Stammform aller anderen Tierläuse. Die große Übereinstimmung der parasitischen Körpermerkmale ist nach Meinung der Wissenschaftler das Ergebnis der Anpassung an das Wirtstier, jedoch kein Zeichen für die enge Verwandtschaft der Tiere untereinander (siehe auch: Konvergenz).

## Systematik
Innerhalb der Tierläuse werden vier Taxa unterschieden, die hauptsächlich anhand der Mundwerkzeuge identifiziert werden können. Gemeinhin werden die Amblycera und die Ischnocera in einem Taxon namens Mallophaga (Haarlinge und Federlinge) zusammengefasst:

### Amblycera
Die Tiere des Taxon Amblycera (Haftfußmallophagen) ernähren sich vor allem von Blut. Sie leben im Fell von Säugetieren oder im Gefieder von Vögeln und stechen mit ihren Mandibeln Blutgefäße an. Wichtige Vertreter dieser Gruppe sind Gliricola porcelli, die aus Südamerika mit den Meerschweinchen eingeschleppt wurden und an diesen parasitieren sowie die größte Art der Tierläuse Laemobothrium atrum, die im Gefieder des Blässhuhns leben.

### Ischnocera
Die Ischnocera kommen ebenfalls bei Vögeln und Säugetieren vor, ernähren sich aber von keratinhaltigen Substanzen wie Haaren, Hautschuppen und Federn. In diese Gruppe gehören der Amselfederling (Philopterus merulae), der Hundehaarling (Trichodectes canis), der den Gurkenkernbandwurm (Dipylidium caninum) bei Hunden überträgt und der Katzenhaarling (Felicola subrostratus).

### Rhynchophthirina
Bei den Rhynchophthirina ist der vordere Kopfbereich rüsselartig verlängert und nach vorn ausgezogen. Dieses Merkmal teilt die Gattung Elefantenlaus (Haematomyzus) mit ihren Wirten, den Elefanten und Warzenschweinen. Die Rhynchophthirina umfassen nur die Familie Haematomyzidae mit der einzigen Gattung Haematomyzus (mit drei Arten).

### Anoplura Echte Tierläuse

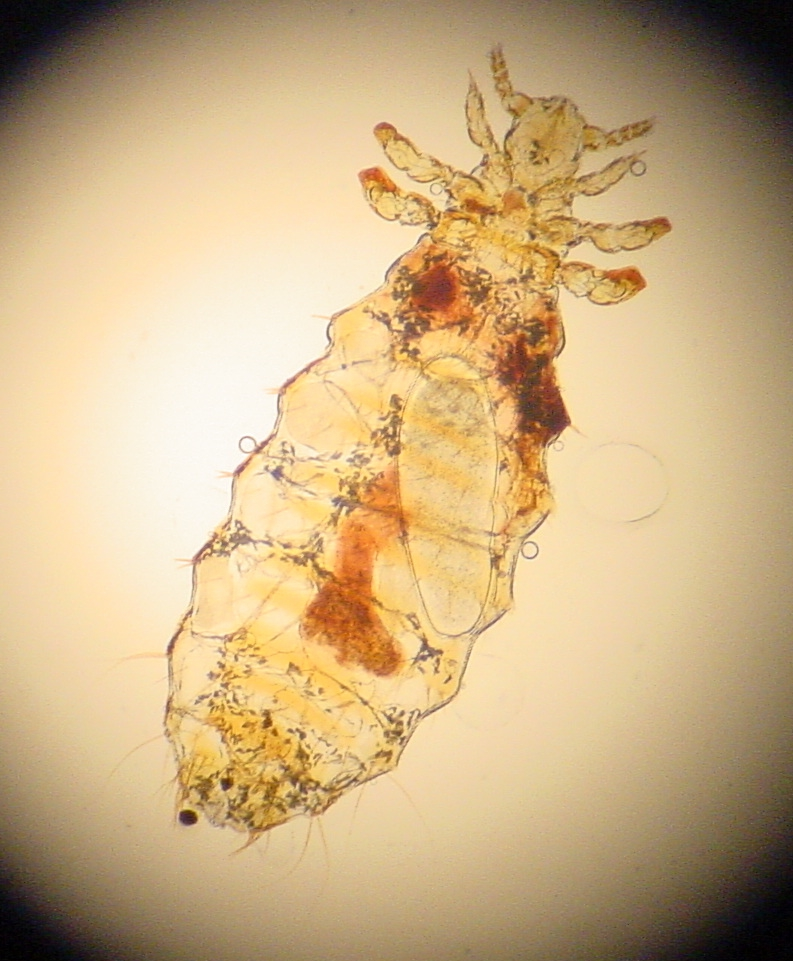
Hundelaus (Linognathus setosus), weiblich

Die Echten Tierläuse  sind blutsaugende Insekten, die auf Säugetieren leben. Sie besitzen keine Flügel und werden ein bis sechs Millimeter groß. Ihre Eier, die sogenannten Nissen, kleben sie an den Haaren des Wirtes fest. Läuse sind zum Teil Krankheitsüberträger. Im Jahr 1909 war Charles Jules Henri Nicolle der experimentelle Nachweis der Übertragung des Flecktyphus durch Läuse gelungen. Etwa 400 Arten von Läusen sind bekannt, in Mitteleuropa kommen etwa 20 vor.
In diese Gruppe gehören die bekanntesten Vertreter der Läuse, die Menschenläuse (Pediculidae) wie die Filzlaus (Pthirus pubis) und die beiden Unterarten der Menschenlaus, die Kleiderlaus (Pediculus humanus humanus) und die Kopflaus (Pediculus humanus capitis). Daneben existieren viele weitere Arten, etwa die auf Seehunden lebende und entsprechend salzwassertolerante Seehundlaus (Echinophthirius horridus) und die Schweinelaus (Haematopinus suis) am Hausschwein.